# ロバート・J・グルシュコ
ロバート・J・グルシュコ（Robert J. Glushko、1963年 - ）は、アメリカ合衆国の認知科学者。カリフォルニア大学バークレー校認知科学プログラム教授（非常勤）。

## 経歴
1979年にカリフォルニア大学サンディエゴ校から認知科学のPh.D.を取得。指導教授はデビッド・ラメルハートであり、2001年に創設されたラメルハート賞にグルシュコ・サミュエルソン財団(The Glushko-Samuelson Foundation)を通じて基金提供した（ラメルハート賞の選考委員も務めている）。